# Делото Бейлис
Делото Бейлис, или процесът Бейлис, е наказателен процес, в който евреинът Менахем Мендел Бейлис е обвинен в ритуално убийство в Киев на момчето Андрей Ющински на 12 март 1911 г.
Съдебният процес по делото се гледа в Киев в периода 25 септември – 28 октомври 1913 г. и се съпровожда от една страна от антисемитска кампания, а от друга — от обществени протести срещу несправедливото обвинение и процес. В крайна сметка Бейлис е оправдан, а вината за убийството се хвърля върху Вера Чеберяк, която е умъртвена след Октомврийската революция от членове на Киевското ЧК.
Пресата в САЩ по време на процеса подема медийна кампания срещу руския национализъм и антисемитизъм, жертва на която според нея е обвиняемият Бейлис. След оправдателната присъда прокурорът по делото Замисловски подновява своите обвинения в книга, озаглавена „Убийството на Андрей Ющински“.
Изборите за Думата в навечерието на Първата световна война преминават в атмосфера на антагонизъм, а във Варшава и Киев са бойкотирани еврейските магазини и търговци. Антисемитската кампания в Русия по време на процеса Бейлис е насочена срещу Руската социалдемократическа работническа партия, прераснала след революцията в КПСС.

## Панорама
- Веществените доказателства
- Рисунка на раните по тялото на Андрей
- Окървавената риза на момчето
- Пещерата, където е намерено тялото му
- Къщата на Вера Чеберяк